# Kenneth Karlsen
Kenneth Widemann Karlsen (ur. 29 czerwca 1973 w Drammen) – norweski piłkarz występujący na pozycji obrońcy lub pomocnika.

## Kariera
Karierę na poziomie seniorskim rozpoczął w sezonie 1992 w zespole Strømsgodset IF z rodzinnego Drammen. W klubie tym zadebiutował 23 czerwca w meczu przeciwko Fredrikstad FK. W Strømsgodset grał do 2006 roku, z przerwą w 2000 roku, kiedy to spędził miesiąc na wypożyczeniu w Widzewie Łódź. Łącznie w Strømsgodset IF rozegrał 289 meczów, w których strzelił 30 bramek. W 2006 roku przeszedł do trzecioligowego Mjøndalen IF. W latach 2011–2011 grał w rezerwach tego klubu. W 2013 roku występował w amatorskim klubie Åssiden IF, po czym zakończył karierę zawodniczą.

## Życie prywatne
Jego ojciec Helge, dziadek Erling i pradziadek Waldemar również byli piłkarzami.